# Turbonilla jeffreysii
Turbonilla jeffreysii is een slakkensoort uit de familie van de Pyramidellidae. De wetenschappelijke naam van de soort is voor het eerst geldig gepubliceerd in 1848 door Jeffreys.